# Умберто Лоузер
Умберто Лоуренсо Лоузер Фільйо (порт. Umberto Lourenço Louzer Filho, нар. 24 лютого 1980, Віла Велья) — бразильський футболіст, що грав на позиції півзахисника. По закінченні виступів на футбольних полях — бразильський футбольний тренер, відомий за роботою в низці клубів.

## Ігрова кар'єра
Умберто Лоузер розпочав виступи на футбольних полях у складі клубу «Пауліста» в 1999 році, та грав у його складі до 2004 року. У 2005 році футболіст спочатку грав у складі клубу «Марілія», а пізніше в цьому році перейшов до клубу «Гуарані» (Кампінас), у якому грав до кінця 2007 року. У 2008 році Лоузер грав у клубі «Атлетіку Сорокаба», а в 2009 році в клубах «Аудакс Ріо» та «Ітутіаба». Протягом 2010—2011 років футболіст грав у клубі «Жувентуде», а в 2012—2013 роках у клубі «Кашіас». Закінчив виступи на футбольних полях Лоузер у складі клубу «Пауліста», в якому починав свою футбольну кар'єру, в 2014 році.

## Тренерська кар'єра
Відразу після закінчення виступів на футбольних полях Умберто Лоузер розпочав тренерську кар'єру. У 2016—2017 роках колишній футболіст очолював молодіжну команду свого останнього клубу «Пауліста», а пізніше в 2017 році спочатку став асистентом головного тренера «Паулісти», а пізніше перейшов на роботу асистентом головного тренера клубу «Гуарані» (Кампінас). У 2018 році Лоузер нетривалий час очолював клуб «Гуарані», а в 2019 році спочатку працював головним тренером клубу «Віла-Нова», а пізніше очолював клуб «Корітіба».
У 2020 році Умберто Лоузер очолив клуб «Шапекоенсе», з яким у цьому році виграв бразильську серію Б та Лігу Катаріненсе, проте в 2021 році покинув клуб. До кінця 2021 року тренер працював у клубі «Спорт Ресіфі».
У 2022 Умберто Лоузер очолив клуб «Атлетіко Гояніенсі», з яким виграв Лігу Гояно. У цьому ж році тренер перейшов на роботу до клубу «Жувентуде». У 2023 році Лоузер очолив клуб КРБ, з яким цього року виграв Лігу Алагоано. Цього ж року тренер удруге за кар'єру очолив клуб «Гуарані» (Кампінас), який покинув на початку 2024 року.
На початку 2024 року Умберто Лоузер удруге за кар'єру очолив клуб «Шапекоенсе», а в другій половині року також удруге за кар'єру очолював клуб «Атлетіко Гояніенсі». На початку 2025 року тренер удруге за кар'єру очолив клуб КРБ, з яким також удруге за кар'єру виграв Лігу Алагоано, проте 27 березня 2025 року покинув клуб за взаємною згодою сторін.

## Титули і досягнення

### Як тренера
- Переможець Ліги Катаріненсе (1):

«Шапекоенсе»: 2020
- Переможець Ліги Алагоано (2):

КРБ: 2023, 2025
- Переможець Ліги Гояно (1):

«Атлетіко Гояніенсі»: 2022